# Билирубин
Билирубин (раније и хематоидин) је жучни пигмент, жути распадни продукт нормалног хем катаболизма. Распадни је продукт полу-хемног хемоглобина и других хемопротеина, као што су цитохроми, каталазе, пероксидазе и триптофан пиролазе, као и мање количине слободног хема. Настао је разградњом еритроцитног хема, као и других хем пигмената.
Код људи, 250-400 mg билирубина се произведе дневно, од којих се око 20% произведу из нехемоглобинских извора. Око 80% билирубина из хемоглобина настаје разградњом еритроцита (након 120 дана животног века еритроцита у крви) у ретикулоендотелном систему. Преосталих 20% дневно створеног билирубина из претходника еритроцита настаје у коштаној сржи и другим хем протеинима (миоглобин, цитохромима, каталаза). Билирубин се из организма елиминише путем фецеса, и делимично је одговоран за боју столице.
Такође је пронађен и код неких биљака.

## Медицинска биохемија
Референтне вредности билирубина у серуму крећу се од 6,8 до 20,5 mmol/L. Повишена вредност може да се јави код екстрахепатичне опструкције, хемолизе, гилбертове болести и других обољења. Такозвана физиолошка хипербилирубинемија јавља се код новорођенчета услед различитих узрока.